# 穆齊奧峰
45°58′30.7″N 7°39′39.4″E / 45.975194°N 7.660944°E
穆齊奧峰（義大利語：Picco Muzio），是歐洲的山峰，位於意大利和瑞士接壤的邊境，屬於本寧阿爾卑斯山脈的一部分，海拔高度4,187米，人類在1953年9月4日首次登上該山峰。